# Gedser (parochie)
Gedser (tot 2010: Gedser Kirkedistrikt ) is een parochie van de Deense Volkskerk in de Deense gemeente Guldborgsund Voor de gemeentelijke herindeling van 2007 maakte Gedser deel uit van de gemeente Sydfalster. De parochie maakt deel uit van het bisdom Lolland-Falster en telt 1076 kerkleden op een bevolking van 1076 (2004).
Gedser was tot 2010 als kirkedistrikt deel van de parochie Gedesby. Tot 1970 was Gedesby deel van Falsters Sønder Herred. In 1970 werd de parochie opgenomen in de nieuwe gemeente Sydfalster. Deze ging in 2007 op in de fusiegemeente Guldborgsund.
De parochiekerk van Gedser is gebouwd in 1915. 
Aastrup · Arninge · Askø · Avnede · Bandholm · Birket · Branderslev · Brarup · Bregninge · Bursø · Dannemare · Døllefjelde · Engestofte · Errindlev · Eskilstrup · Falkerslev · Fejø · Femø · Fjelde · Fuglse · Gedesby · Gedser Kirkedistrikt · Gloslunde · Godsted · Græshave · Gundslev · Gurreby · Halsted · Herredskirke · Herritslev · Hillested · Holeby · Horbelev · Horreby · Horslunde · Hunseby · Idestrup · Kappel · Karleby · Kettinge · Kippinge · Købelev · Krønge · Landet · Langø Kirkedistrikt · Lillebrænde · Løjtofte · Maglebrænde · Majbølle · Maribo Domsogn · Musse · Nebbelunde · Nøbbet Kirkedistrikt · Nordlunde · Nørre Alslev · Nørre Kirkeby · Nørre Ørslev · Nørre Vedby · Nykøbing F · Nysted · Olstrup · Ønslev · Øster Ulslev · Østofte · Radsted · Ringsebølle · Rødby · Rødbyhavn · Ryde · Sædinge · Sakskøbing · Sandby · Sankt Nikolai · Skelby · Skørringe · Skovlænge · Slemminge · Søllested · Sønder Alslev · Sønder Kirkeby · Stadager · Stokkemarke · Stormarks · Stubbekøbing · Systofte · Tågerup · Tårs · Tillitse · Tingsted · Tirsted · Toreby · Torkilstrup · Torslunde · Utterslev · Våbensted · Væggerløse · Vålse · Vantore · Vejleby · Vestenskov · Vester Ulslev · Vesterborg · Vigsnæs · Vindeby